# 디도, 카르타고의 여왕

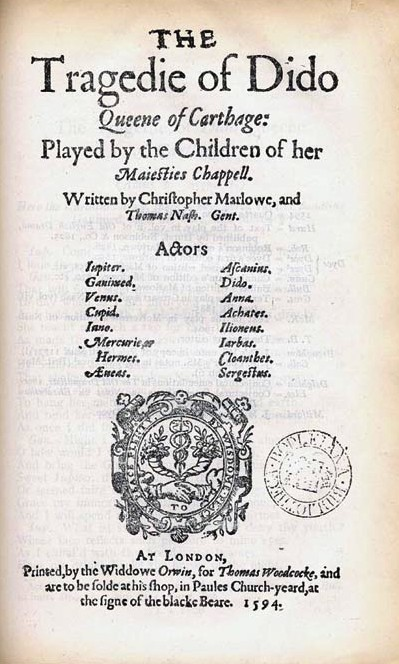
초판 표지

《디도, 카르타고의 여왕》(영어: Dido, Queen of Carthage)는 영국 작가 크리스토퍼 말로의 희곡이다. 

## 작품 소개
크리스토퍼 말로가 쓴 첫 극작품이다. 하지만 불분명한 원작자, 창작 시기 등의 이유로 말로의 정전에서 그다지 인정받지 못하고, 학창 시절의 습작 정도로 치부되어 왔다. 그러나 최근 들어 이 작품이 말로 연구에서 차지하는 위상이 점점 높아지고 있다. 이는 이 책이 말로의 작품 세계와 시대상을 이해하는 데 중요한 역할을 할뿐더러 인종, 젠더, 제국주의 등 다양한 현대적 관심사를 논할 수 있는 담론의 장을 마련해 주기 때문이다. 말로 초기의 전복성과 진보성을 느낄 수 있는 책이다.
이 책은 베르길리우스의 ≪아이네이스≫ 제4권에 나오는 ‘여왕의 열정’ 에피소드에 바탕을 두고 있다. 말로는 베르길리우스의 소재와 언어를 일정 정도 사용하지만, 궁극적으로 베르길리우스와는 다른 장르, 인물, 장면, 플롯, 세계상을 창조해 낸다. 베르길리우스가 아우구스투스 황제의 제국을 찬양하기 위한 로마 제국의 대서사시로 ≪아이네이스≫를 구상했음은 잘 알려진 바다. 베르길리우스가 ≪아이네이스≫를 썼던 기원전 1세기 후반의 로마는 악티움 해전에서 안토니우스가 옥타비아누스에게 패하여 공화정이 무너지고, 옥타비아누스가 아우구스투스라는 칭호로 황제에 등극하여 제정으로 넘어가는 정치적 과도기였다. 베르길리우스는 제정 로마의 권위를 세우기 위해 트로이와 그 문명을 로마 제국의 선조로 내세움으로써 이러한 정치적 혼란의 기억을 대신하려 했다. 중세와 르네상스 시대의 여러 왕조들도 왕권의 정당성을 확립하기 위해 이러한 제국 양위의 기획을 도입했던바, 엘리자베스 1세 또한 예외는 아니어서 트로이의 혈통 브루투스가 영국의 시조이고 런던이 신 트로이라는 제국 신화가 중세 몬머스의 제프리와 와스의 저작들을 통해 당시 영국인들에게까지 계승되었다. 16세기 후반 엘리자베스 통치하의 영국은 스페인과 경쟁하며 제국주의 건설에 적극적이었다. 이러한 역사적 정황을 고려할 때, 이 책이 보여주는 이른바 반베르길리우스주의, 반제국주의적 사고는 파격적이다. 베르길리우스의 소재를 이용하고는 있지만, 말로의 희곡은 그 반어적 톤에서 오비디우스에 더 가깝다. 그만큼 신과 영웅은 희화화되고, 제국주의적 기획은 의문시되는 것이다.

## 서지 정보
- 임이연 역, 2009년, 지식을만드는지식[깨진 링크(과거 내용 찾기)] ISBN 978-89-6406-362-0